# 200 milj Norisringa 1987
200 milj Norisringa 1987 je bila šesta dirka Svetovnega prvenstva športnih dirkalnikov v sezoni 1987. Odvijala se je 28. junija 1987 na dirkališču Norisring.

## Rezultati
| Poz    | Razred | Št  | Moštvo                 | Dirkači                               | Šasija                             | Gume | Krogi |
| Poz    | Razred | Št  | Moštvo                 | Dirkači                               | Motor                              | Gume | Krogi |
| ------ | ------ | --- | ---------------------- | ------------------------------------- | ---------------------------------- | ---- | ----- |
| 1      | C1     | 15  | Liqui Moly Equipe      | Mauro Baldi Jonathan Palmer           | Porsche 962C GTi                   | G    | 154   |
| 1      | C1     | 15  | Liqui Moly Equipe      | Mauro Baldi Jonathan Palmer           | Porsche Type-935 2.8L Turbo Flat-6 | G    | 154   |
| 2      | C1     | 3   | Brun Motorsport        | Oscar Larrauri Jochen Mass            | Porsche 962C                       | M    | 151   |
| 2      | C1     | 3   | Brun Motorsport        | Oscar Larrauri Jochen Mass            | Porsche Type-935 2.8L Turbo Flat-6 | M    | 151   |
| 3      | C1     | 8   | Joest Racing           | "John Winter" Stanley Dickens         | Porsche 962C                       | G    | 150   |
| 3      | C1     | 8   | Joest Racing           | "John Winter" Stanley Dickens         | Porsche Type-935 2.8L Turbo Flat-6 | G    | 150   |
| 4      | C1     | 4   | Silk Cut Jaguar        | Eddie Cheever Raul Boesel             | Jaguar XJR-8                       | D    | 147   |
| 4      | C1     | 4   | Silk Cut Jaguar        | Eddie Cheever Raul Boesel             | Jaguar 7.0L V12                    | D    | 147   |
| 5      | C1     | 72  | Primagaz Competition   | Jürgen Lässig Yves Courage            | Porsche 962C                       | ?    | 146   |
| 5      | C1     | 72  | Primagaz Competition   | Jürgen Lässig Yves Courage            | Porsche Type-935 2.8L Turbo Flat-6 | ?    | 146   |
| 6      | C2     | 111 | Spice Engineering      | Fermín Vélez Gordon Spice             | Spice SE86C                        | A    | 145   |
| 6      | C2     | 111 | Spice Engineering      | Fermín Vélez Gordon Spice             | Ford Cosworth DFL 3.3L V8          | A    | 145   |
| 7      | C2     | 102 | Swiftair Ecurie Ecosse | Ray Mallock David Leslie              | Ecosse C286                        | A    | 144   |
| 7      | C2     | 102 | Swiftair Ecurie Ecosse | Ray Mallock David Leslie              | Ford Cosworth DFL 3.3L V8          | A    | 144   |
| 8      | C2     | 112 | Spice Engineering      | Ray Bellm Nick Adams                  | Spice SE87C                        | A    | 143   |
| 8      | C2     | 112 | Spice Engineering      | Ray Bellm Nick Adams                  | Ford Cosworth DFL 3.3L V8          | A    | 143   |
| 9      | C2     | 106 | Kelmar Racing          | Maurizio Gellini Ranieri Randaccio    | Tiga GC85                          | A    | 140   |
| 9      | C2     | 106 | Kelmar Racing          | Maurizio Gellini Ranieri Randaccio    | Ford Cosworth DFL 3.3L V8          | A    | 140   |
| 10     | C1     | 1   | Brun Motorsport        | Walter Brun Jésus Pareja              | Porsche 962C                       | M    | 139   |
| 10     | C1     | 1   | Brun Motorsport        | Walter Brun Jésus Pareja              | Porsche Type-935 2.8L Turbo Flat-6 | M    | 139   |
| 11     | C2     | 114 | Tiga Ford Denmark      | Thorkild Thyrring John Sheldon        | Tiga GC287                         | A    | 128   |
| 11     | C2     | 114 | Tiga Ford Denmark      | Thorkild Thyrring John Sheldon        | Ford Cosworth BDT-E 2.3L Turbo I4  | A    | 128   |
| 12     | C2     | 117 | Schanche Racing        | Will Hoy Martin Schanche              | Argo JM19B                         | A    | 125   |
| 12     | C2     | 117 | Schanche Racing        | Will Hoy Martin Schanche              | Zakspeed 1.9L Turbo I4             | A    | 125   |
| 13 NC  | C1     | 10  | Porsche Kremer Racing  | Volker Weidler Kris Nissen            | Porsche 962C                       | Y    | 136   |
| 13 NC  | C1     | 10  | Porsche Kremer Racing  | Volker Weidler Kris Nissen            | Porsche Type-935 2.8L Turbo Flat-6 | Y    | 136   |
| 14 DNF | C1     | 17  | Porsche AG             | Hans-Joachim Stuck Derek Bell         | Porsche 962C                       | D    | 138   |
| 14 DNF | C1     | 17  | Porsche AG             | Hans-Joachim Stuck Derek Bell         | Porsche Type-935 3.0L Turbo Flat-6 | D    | 138   |
| 15 DNF | C2     | 101 | Swiftair Ecurie Ecosse | Win Percy Mike Wilds                  | Ecosse C286                        | A    | 102   |
| 15 DNF | C2     | 101 | Swiftair Ecurie Ecosse | Win Percy Mike Wilds                  | Ford Cosworth DFL 3.3L V8          | A    | 102   |
| 16 DNF | C1     | 7   | Blaupunkt Joest Racing | Bob Wollek Klaus Ludwig               | Porsche 962C                       | G    | 76    |
| 16 DNF | C1     | 7   | Blaupunkt Joest Racing | Bob Wollek Klaus Ludwig               | Porsche Type-935 2.8L Turbo Flat-6 | G    | 76    |
| 17 DNF | C1     | 31  | Victor-Dauer Racing    | Jochen Dauer Johnny Dumfries          | Porsche 962C                       | G    | 75    |
| 17 DNF | C1     | 31  | Victor-Dauer Racing    | Jochen Dauer Johnny Dumfries          | Porsche Type-935 2.8L Turbo Flat-6 | G    | 75    |
| 18 DNF | C2     | 104 | URD Junior Team        | Rudi Seher Hellmut Mundas             | URD C81/2                          | A    | 69    |
| 18 DNF | C2     | 104 | URD Junior Team        | Rudi Seher Hellmut Mundas             | BMW M88 3.5L I6                    | A    | 69    |
| 19 DNF | C1     | 2   | Brun Motorsport        | Jochen Mass Oscar Larrauri            | Porsche 962C                       | M    | 47    |
| 19 DNF | C1     | 2   | Brun Motorsport        | Jochen Mass Oscar Larrauri            | Porsche Type-935 2.8L Turbo Flat-6 | M    | 47    |
| 20 DNF | C1     | 5   | Silk Cut Jaguar        | Jan Lammers John Watson               | Jaguar XJR-8                       | D    | 42    |
| 20 DNF | C1     | 5   | Silk Cut Jaguar        | Jan Lammers John Watson               | Jaguar 7.0L V12                    | D    | 42    |
| 21 DNF | C1     | 61  | Formel Rennsportclub   | Mike Thackwell Manuel Reuter          | Sauber C9                          | M    | 40    |
| 21 DNF | C1     | 61  | Formel Rennsportclub   | Mike Thackwell Manuel Reuter          | Mercedes-Benz M117 5.0L Turbo V8   | M    | 40    |
| 22 DNF | C1     | 34  | Walter Lechner Racing  | Walter Lechner Ernst Franzmaier       | Porsche 962C                       | D    | 29    |
| 22 DNF | C1     | 34  | Walter Lechner Racing  | Walter Lechner Ernst Franzmaier       | Porsche Type-935 2.8L Turbo Flat-6 | D    | 29    |
| 23 DSQ | C1     | 14  | Mussato Action Car     | Bruno Giacomelli Franz Konrad         | Lancia LC2                         | ?    | 26    |
| 23 DSQ | C1     | 14  | Mussato Action Car     | Bruno Giacomelli Franz Konrad         | Ferrari 308C 3.0L Turbo V8         | ?    | 26    |
| 24 DNF | C2     | 119 | Karl-Heinz Becker      | Karl-Heinz Becker Volker Cordlandwehr | Lola T600                          | ?    | 13    |
| 24 DNF | C2     | 119 | Karl-Heinz Becker      | Karl-Heinz Becker Volker Cordlandwehr | BMW M88 3.5L V6                    | ?    | 13    |
| 25 DSQ | C2     | 103 | John Bartlett Racing   | Rob Wilson John Barlett               | Bardon DB1/2                       | ?    | 0     |
| 25 DSQ | C2     | 103 | John Bartlett Racing   | Rob Wilson John Barlett               | Ford Cosworth DFL 3.3L V8          | ?    | 0     |
| 26 DSQ | C2     | 121 | GP Motorsport          | Costas Los Dudley Wood                | Tiga GC287                         | G    | 0     |
| 26 DSQ | C2     | 121 | GP Motorsport          | Costas Los Dudley Wood                | Ford Cosworth DFL 3.3L V8          | G    | 0     |
| DSQ    | C1     | 9   | Blaupunkt Joest Racing | Frank Jelinski Klaus Ludwig           | Porsche 962C                       | G    | 153   |
| DSQ    | C1     | 9   | Blaupunkt Joest Racing | Frank Jelinski Klaus Ludwig           | Porsche Type-935 2.8L Turbo Flat-6 | G    | 153   |
| DNQ    | C2     | 200 | Dahm Cars Racing       | Olaf Manthey Dieter Heinzelmann       | Argo JM19                          | G    | -     |
| DNQ    | C2     | 200 | Dahm Cars Racing       | Olaf Manthey Dieter Heinzelmann       | Porsche Type-930 3.2L Turbo Flat-6 | G    | -     |

## Statistika
- Najboljši štartni položaj - #17 Porsche AG - 0:47.070
- Povprečna hitrost - 163.898 km/h